# Bangladesh Army Stadium
El Bangladesh Army Stadium es un Estadio multiusos utilizado principalmente para partidos de fútbol ubicado en Dhaka, la capital de Bangladesh.

## Historia
El estadio fue construido en 1970 y cuenta con capacidad para 20000 espectadores. Actualmente es la sede de la Armada de Bangladesh. Fue utilizado por la selección nacional de fútbol en la clasificación de AFC para la Copa Mundial de Fútbol de 1986.
Durante la pandemia de COVID-19 el estadio fue utilizado para hacer pruebas de control a las personas para ver si tenían el virus.

## Partidos internacionales
| 30-3-1985 | Bangladés  | 1–2     | India                 | Bangladesh Army Stadium, Dhaka                       |                                                      |
|           | Chunnu 42' | Reporte | Ghosh 34' · Panji 84' | Asistencia: 8000 espectadores Árbitro(s): Liu Jingli | Asistencia: 8000 espectadores Árbitro(s): Liu Jingli |

| 2-4-1985 | Bangladés              | 2–1     | Indonesia       | Bangladesh Army Stadium, Dhaka                        |                                                       |
|          | Hamid 75' · Chunnu 81' | Reporte | Nurdiansyah 11' | Asistencia: 5000 espectadores Árbitro(s): Xia Changfa | Asistencia: 5000 espectadores Árbitro(s): Xia Changfa |

| 5-4-1985 | Bangladés   | 1–0     | Tailandia | Bangladesh Army Stadium, Dhaka                          |                                                         |
|          | Hossein 76' | Reporte |           | Asistencia: 7000 espectadores Árbitro(s): Chen Shengcai | Asistencia: 7000 espectadores Árbitro(s): Chen Shengcai |